# Liste der Stolpersteine im Komitat Tolna

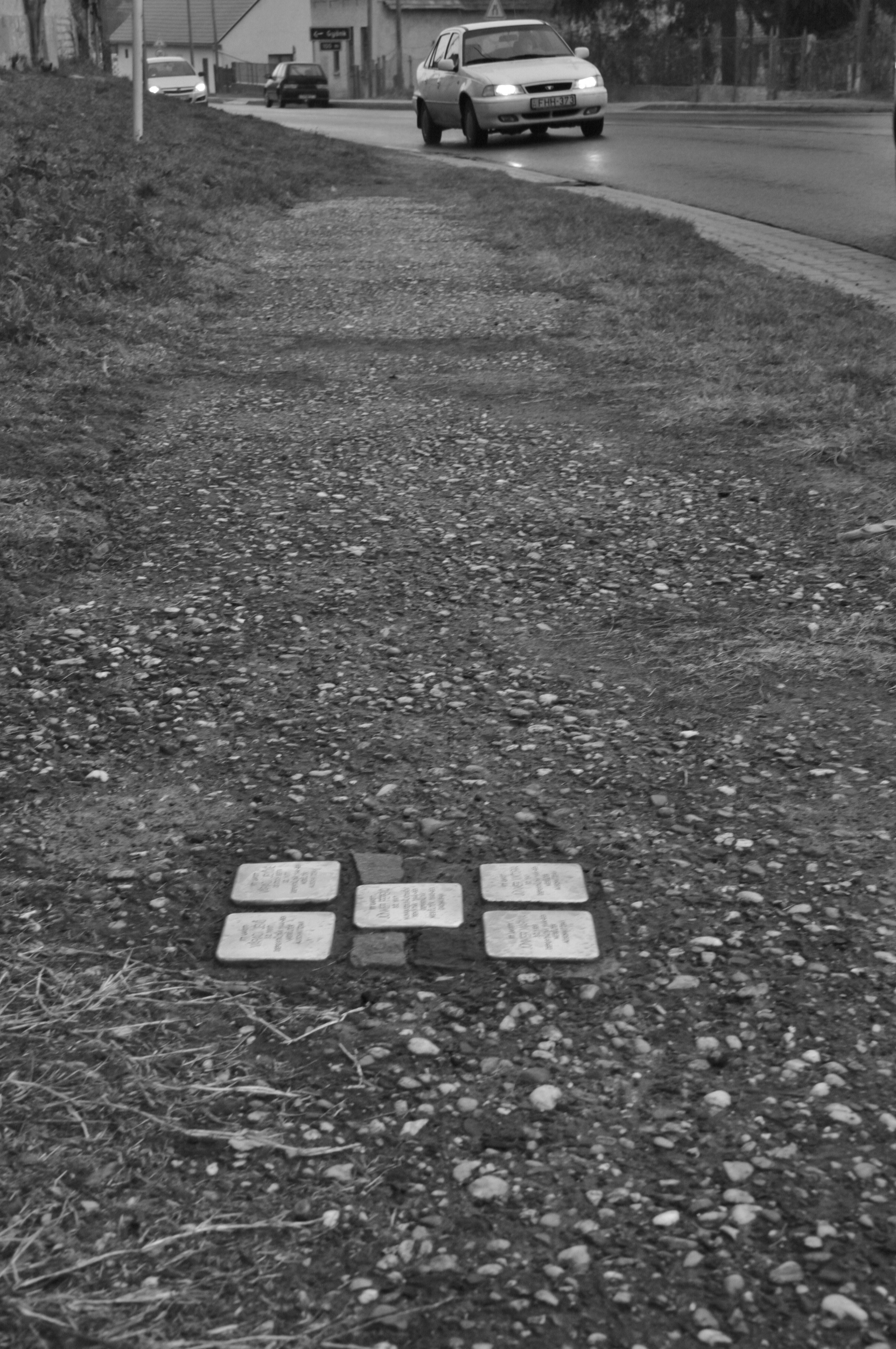
Stolpersteine in Pincehely

Die Liste der Stolpersteine im Komitat Tolna enthält die Stolpersteine, die im ungarischen Komitat Tolna in Südtransdanubien verlegt wurden. Stolpersteine erinnern an das Schicksal der Menschen, welche von den Nationalsozialisten ermordet, deportiert, vertrieben oder in den Suizid getrieben wurden. Die Stolpersteine wurden von Gunter Demnig verlegt und liegen im Regelfall vor dem letzten selbstgewählten Wohnsitz des Opfers. Stolpersteine heißen auf Ungarisch Botlatókő.
Die ersten Verlegungen in diesem Komitat fanden am 8. August 2018 in Pincehely statt.

## Verlegte Stolpersteine

### Bonyhád
In Bonyhád wurden neun Stolpersteine an fünf Adressen verlegt.
| Stolperstein | Übersetzung                                                                                 | Verlegeort                    | Name, Leben                          |
| ------------ | ------------------------------------------------------------------------------------------- | ----------------------------- | ------------------------------------ |
|              | HIER WOHNTE MARGIT BERDE GEB. 1896 ERMORDET 15.12.1944 STUTTHOF                             | József Attila utca 7 Bonyhád  | Margit Berde (1896–1944)             |
|              | HIER WOHNTE MÓZES BERDE GEB. 1866 DEPORTIERT 1944 AUSCHWITZ ERMORDET 9.7.1944               | Perczel Mór utca 17 Bonyhád   | Mózes Berde (1866–1944)              |
|              | HIER WOHNTE ENGELMANN (BRESNITZ) NINA GEB. 1897 DEPORTIERT 1944 AUSCHWITZ ERMORDET 9.7.1944 | Perczel Mór utca 32 Bonyhád   | Nina Engelman (Bresnitz) (1897–1944) |
|              | HIER WOHNTE MÁRIA FISCHER GEB. 1888 ERMORDET AUSCHWITZ                                      | Rákóczi Ferenc utca 1 Bonyhád | Mária Fischer (1888–1944/45)         |
|              | HIER WOHNTE FANNI KOHN GEB. 1876 DEPORTIERT 1944 AUSCHWITZ ERMORDET 5.10.1944               | Perczel Mór utca 17 Bonyhád   | Fanni Kohn (1876–1944)               |
|              | HIER WOHNTE LAJOS SCHWARZ GEB. 1905 ARBEITSDIENST ERSCHOSSEN 16.2.1945 VESZPRÉM             | Alkotmány utca 16 Bonyhád     | Lajos Schwarz (1905–1945)            |
|              | HIER WOHNTE JUDIT VIDOR GEB. 1926 ERMORDET 15.12.1944 STUTTHOF                              | József Attila utca 7 Bonyhád  | Leó Vidor (1926–1944)                |
|              | HIER WOHNTE LEÓ VIDOR GEB. 1888 DEPORTIERT 1944 AUSCHWITZ ERMORDET 9.7.1944                 | József Attila utca 7 Bonyhád  | Leó Vidor (1888–1944)                |
|              | HIER WOHNTE MARIANNA VIDOR GEB. 1923 ERMORDET 15.10.1944 STUTTHOF                           | József Attila utca 7 Bonyhád  | Marianna Vidor (1923–1944)           |

### Decs
In Decs wurden zwei Stolpersteine verlegt.
| Stolperstein | Übersetzung                                                                                 | Verlegeort      | Name, Leben                            |
| ------------ | ------------------------------------------------------------------------------------------- | --------------- | -------------------------------------- |
|              | HIER WOHNTE DIE FRAU DES JENŐ BECK IRÉN NÉMETH GEB. 1901 DEPORTIERT 1944 ERMORDET AUSCHWITZ | Béke u. 11 Decs | Irén Beck, geborene Németh (1901–1944) |
|              | HIER WOHNTE ZSUZSIKA BECK GEB. 1938 DEPORTIERT 1944 ERMORDET AUSCHWITZ                      | Béke u. 11 Decs | Zsuzsika Beck (1938–1944)              |

### Dunaföldvár
In Dunaföldvár wurden zwei Stolpersteine verlegt.
| Stolperstein | Übersetzung                                                                            | Verlegeort                        | Name, Leben                                  |
| ------------ | -------------------------------------------------------------------------------------- | --------------------------------- | -------------------------------------------- |
|              | HIER WOHNTE DIE FRAU DES BÉLÁ KRAUSZ ERNA BOROVITS GEB. 1904 ERMORDET 1944 AUSCHWITZ   | Kossuth Lajos utca 26 Dunaföldvár | Erna Krausz, geborene Borovits (1904–1944)   |
|              | HIER WOHNTE DIE FRAU DES MANÓ KRAUSZ ZELMA RICHTMANN GEB. 1887 ERMORDET 1944 AUSCHWITZ | Kossuth Lajos utca 26 Dunaföldvár | Zelma Krausz, geborene Richtmann (1887–1944) |

### Pincehely
In Pincehely wurden fünf Stolpersteine an einer Adresse verlegt.
| Stolperstein | Übersetzung                                                                                          | Verlegeort        | Name, Leben |
| ------------ | --- | ----------------- | --- |
|              | HIER WOHNTE FERENC JÜNKER JG. 1897 1944 EINBERUFEN ZUM ARBEITSDIENST DEPORTIERT ERMORDET 1945 DACHAU | Széchenyi utca 91 | Ferenc Jünker wurde am 21. August 1897 in Pincehely geboren. Seine Eltern waren Viktor Jünker und Klara, geborene Klein. Ferenc Jünker wurde Händler und heiratete Erzsebet Varadi. Das Paar hatte zwei Kinder, Eva Maria (geboren 1938) und Gyozo Viktor (geboren 1941). Im Jahr 1944 wurde Jünker zur Zwangsarbeit einberufen, in der Folge wurde er in das KZ Dachau deportiert. Dort erkrankte er an Typhus. Ferenc Jünker verlor am 28. Januar 1945 im KZ Dachau sein Leben. Seine zwei Kinder wurden ebenfalls Opfer der Shoah, beide wurden im Vernichtungslager Auschwitz ermordet. |
|              | HIER WOHNTE MARIKA JÜNKER JG. 1938 DEPORTIERT 1944 ERMORDET AUSCHWITZ                                | Széchenyi utca 91 | Eva Maria Jünker, auch Marika, wurde am 29. Dezember 1938 in Szekesfehervar geboren. Ihre Eltern waren Viktor Jünker und Klara, geborene Klein. Sie hatte zumindest einen Bruder, Viktor (geboren 1941). Sie wurde 1944 in das Vernichtungslager Auschwitz deportiert. Eva Maria Jünker wurde dort am 7. Juli 1944 in einer Gaskammer ermordet. Ihr Bruder und ihr Vater wurden ebenfalls Opfer der Shoah, ihr Bruder wurde am selben Tag wie sie in Auschwitz ermordet, ihr Vater verlor sein Leben im KZ Dachau.                                                                          |
|              | HIER WOHNTE VICTORKA JÜNKER JG. 1941 DEPORTIERT 1944 ERMORDET AUSCHWITZ                              | Széchenyi utca 91 | Viktor Jünker, auch Gyözö und Viktorka, wurde am 27. Mai 1941 in Szekesfehervar geboren. Seine Eltern waren Viktor Jünker und Klara, geborene Klein. Er hatte zumindest eine ältere Schwester, Eva Maria. Er wurde 1944 in das Vernichtungslager Auschwitz deportiert. Viktor Jünker wurde dort am 7. Juli 1944 zusammen mit einer Schwester in einer Gaskammer ermordet. Sein Vater wurde ebenfalls ermordet. |
|              | HIER WOHNTE JENŐ VÁRADI JG. 1867 DEPORTIERT 1944 ERMORDET AUSCHWITZ                                  | Széchenyi utca 91 | Jenő Váradi-Vireigel wurde am 29. November 1867 in Ozora geboren. Seine Eltern waren Jakab Vireigel und dessen Frau Hanni. |
|              | HIER WOHNTE DIE FRAU DES JENŐ VÁRADI GEB. BERTA DEUTSCH JG. 1877 DEPORTIERT 1944 ERMORDET AUSCHWITZ  | Széchenyi utca 91 | Frau des Jenő Váradi, geborene Berta Deutsch |

## Verlegedaten
- 8. August 2018: Pincehely
- 24. April 2022: Bonyhád
- 4. September 2022: Decs, Dunaföldvár[4]